# Olivia Barash
Olivia Barash, född 11 januari 1965 i Miami, är en amerikansk skådespelare. Hon är bland annat känd för roller som Sylvia Webb i Lilla huset på prärien, Willie i In the Beginning och Leila i Repo Man.

## Filmografi (urval)
| År        | Titel                  | Roll             | Kommentar                               |
| --------- | ---------------------- | ---------------- | --------------------------------------- |
| 1970–1971 | A World Apart          | Louise           | TV-serie                                |
| 1977      | Lödder                 | Molly            | Avsnittet "1.4"                         |
| 1978      | Charlies änglar        | Sam              | Avsnittet "Mother Angel"                |
| 1978      | In the Beginning       | Willie           | 9 avsnitt                               |
| 1981      | Lilla huset på prärien | Sylvia Webb      | 2 avsnitt: "Sylvia" Part 1 & 2          |
| 1984      | Repo Man               | Leila            |                                         |
| 1985      | Gatans krigare         | Ronnie           |                                         |
| 1987      | Fame                   | Maxie            | 13 avsnitt                              |
| 1988      | St. Elsewhere          | Annette          | Avsnittet "Down and Out on Beacon Hill" |
| 1989      | 21 Jump Street         | Becky            | Avsnittet "Nemesis"                     |
| 2013      | Blue Dream             | Rachel Purviance |                                         |